# Borgo San Giacomo
Borgo San Giacomo – miejscowość i gmina we Włoszech, w regionie Lombardia, w prowincji Brescia.
Według danych na rok 2004 gminę zamieszkiwało 4606 osób, 158,8 os./km².